# 헤론 타워
헤론 타워(Heron Tower)는 런던의 시티오브런던에 위치한 46층의 고층 건물이다 . 2007년 착공하여 2011년 완공하였다. 높이는 안테나를 포함하면 230m이다. 세일즈포스닷컴에서 명명권을 확보해 세일즈포스 타워(Salesforce Tower)로 불리기도 한다.

## 같이 보기
- 시티오브런던
- 더블데크 엘리베이터
- 타워 42

## 참조
1. ↑  Lydall, Ross (2014년 5월 27일). “Row as Heron Tower is renamed after US firm Salesforce”. 《London Evening Standard》. 2010년 4월 25일에 확인함.
2. ↑  “Heron Tower Tops Out”. Skyscrapernews.com. 2010년 4월 12일. 2016년 10월 6일에 원본 문서에서 보존된 문서. 2015년 4월 25일에 확인함.